# George Ellery Hale
George Ellery Hale (Chicago, Illinois; 29 de junio de 1868-Pasadena, California; 21 de febrero de 1938) fue un astrónomo solar estadounidense, conocido especialmente por sus descubrimientos sobre el magnetismo solar. También fue la figura clave en la planificación o construcción de varios telescopios líderes en el mundo; como el telescopio refractor de 40 pulgadas del Observatorio Yerkes, los telescopios reflectores de 60 y de 100 pulgadas del Observatorio del Monte Wilson, y el telescopio reflector de 200 pulgadas del Observatorio de Palomar.

## Semblanza

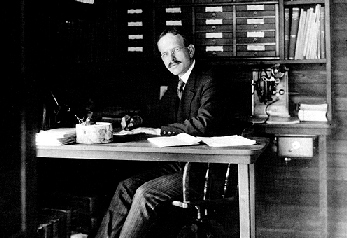
George Ellery Hale en su oficina del Observatorio del Monte Wilson, alrededor de 1905.

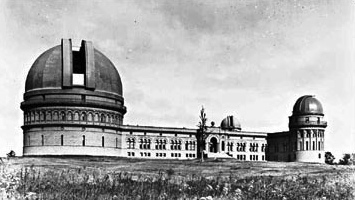
Observatorio Astronómico de Kenwood, Chicago (1892)

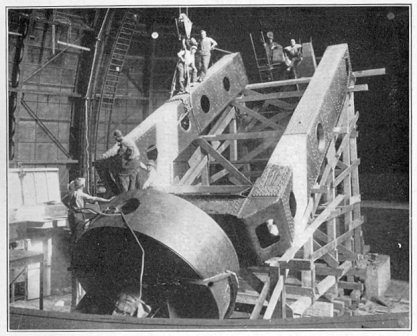
Montaje del telescopio Hooker en Monte Wilson

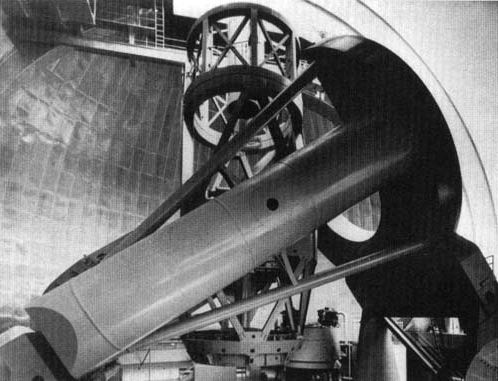
El telescopio Hale en Palomar

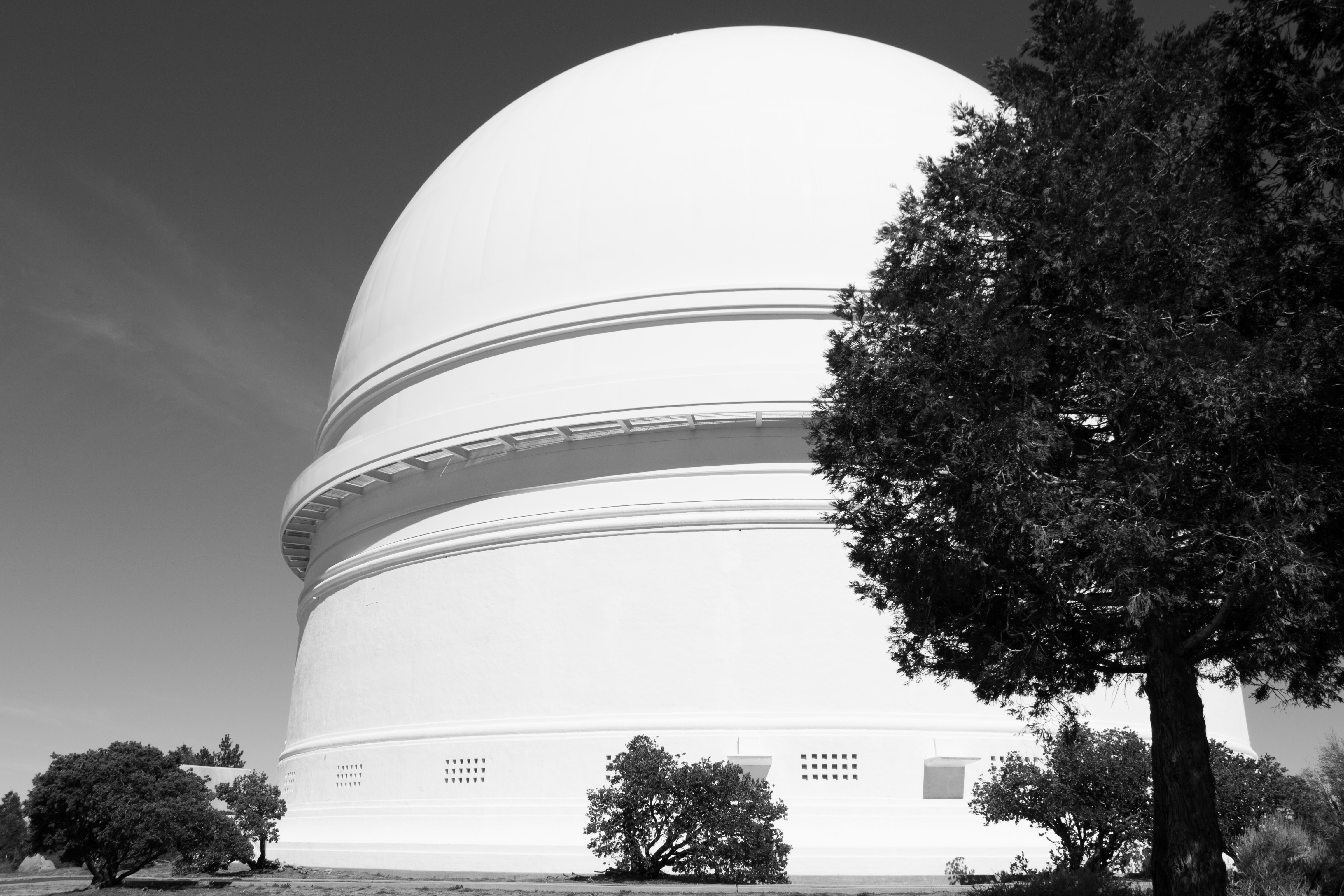
Observatorio de Palomar

George Ellery Hale nació el 29 de junio de 1868 en Chicago, Illinois; hijo de William Ellery Hale y de Maria Browne. Era descendiente de Thomas Hale of Watton-on-Stone, Hertfordshire, Inglaterra, cuyo hijo emigró a los Estados Unidos hacia 1640. El padre adquirió una considerable fortuna con la fabricación e instalación de ascensores durante la reconstrucción de la ciudad de Chicago, que había sido destruida en el Gran incendio de Chicago de 1871. Siendo el mayor de tres hermanos, George recibió un fuerte estímulo de su padre, que apoyó el carácter y la curiosidad activa del niño, y de su madre, quien le inculcó el amor por la poesía y la literatura.
Pasó su juventud fascinado tanto por los libros como por las máquinas a las que a pudo acceder gracias a sus padres, hasta el punto de que una de sus posesiones más preciadas era un pequeño microscopio. Con el apoyo de su padre, construyó una pequeña tienda en su casa que se convirtió en un laboratorio. El microscopio condujo a su interés por la óptica, y a la edad de catorce años George construyó su primer telescopio. Su padre más tarde lo sustituyó por un telescopio refractor Clark de segunda mano que montó en la azotea de su casa de Kenwood. Pronto se dedicó a fotografiar el cielo nocturno, a la observación de un eclipse parcial de sol, y a dibujar las manchas solares.
Como un ávido lector con un fuerte interés en el campo en ciernes de la astrofísica, Hale se sintió atraído por los escritos de William Huggins, Norman Lockyer, y Ernest Rutherford. Su fascinación por la ciencia, sin embargo, no impedía su interés por actividades más típicas de un niño normal, como la pesca, las canoas, o diversos deportes.
Hale pasó muchos veranos en la casa de su abuela en Madison, Connecticut (un antiguo pueblo de nueva Inglaterra), donde conoció a su futura esposa, Evelina Conklin. Durante sus años de formación académica, Hale desarrolló conocimientos de arquitectura y de planificación urbana con la ayuda de un amigo de su padre, el conocido arquitecto Daniel Burnham. Siguiendo el consejo y el estímulo de Burnham, Hale decidió a la edad de diecisiete años continuar su educación en el Massachusetts Institute of Technology (MIT), completándola en el Observatorio de Harvard College, (1889-90), y en la Universidad Humboldt de Berlín (1893-94). Como estudiante del MIT inventó el espectroheliógrafo, con el que realizó sus descubrimientos acerca de los vórtices solares y los campos magnéticos de las manchas solares.
En 1890 fue nombrado director del Observatorio Astrofísico Kenwood. Fue profesor de astrofísica en el Beloit College (1891-93); profesor asociado de la Universidad de Chicago hasta 1905. También fue coeditor de Astronomy and Astrophysics en 1892-95 y tras 1805 editor de Astrophysical Journal.
Contribuyó a fundar varios observatorios, incluyendo el Observatorio Yerkes y el Observatorio Mount Wilson. Siempre en compañía de su inseparable ayudante Ferdinand Ellerman, se trasladó de Yerkes a Mount Wilson, donde contrató y apoyó a Harlow Shapley y Edwin Hubble; incrementando los fondos, y diseñando la planificación y la organización de diversas instituciones, sociedades y revistas astronómicas. También desempeñó un importante papel en la transformación del Instituto Tecnológico de California (Caltech) en una universidad líder en investigación.
Hale padeció problemas neurológicos y psicológicos, incluyendo insomnio, dolores de cabeza frecuentes, y depresiones. El mito a menudo repetido de que padecía esquizofrenia, alegando que afirmaba "tener visitas regulares de un elfo que actuaba como su asesor", surgió de un malentendido por parte de uno de sus biógrafos. Estos problemas en ocasiones le llevaron a pasar algunos meses en un sanatorio en Maine, viéndose finalmente obligado a renunciar como director de Monte Wilson.

## Honores
Premios
- Medalla Henry Draper en 1904.
- Medalla de oro de la Real Sociedad Astronómica 1904.
- Medalla Bruce en 1916.
- Medalla Janssen en 1917.
- Medalla Galileo, otorgado por la Universidad de Florencia, en 1920.
- Premio Actonian en 1921.
- Medalla Copley en 1932.

Epónimos
- Telescopio Hale en el Observatorio de Palomar.
- Ciclo de Hale
- Asteroide (1024) Hale.
- Cráter lunar Hale (honor compartido con el inventor británico del mismo apellido William Hale (1797-1870))
- Cráter marciano Hale.
- Instituto de enseñanza media Hale Woodland Hills, California

## Curiosidades
En el primer capítulo de la segunda temporada de Expediente X, titulado "Little Green Men", la agente Scully descubre en una lista de pasajeros de vuelo que Fox Mulder viaja hacia Puerto Rico bajo el nombre de Hale, George E.
También en la segunda temporada de los Expedientes X, en el capítulo Develado, Mulder llama a Scully por teléfono, mientras ella le explica a un grupo de estudiantes de medicina forense, y le pasan el mensaje diciéndole que la llama George Hale, por supuesto ella sabe que quien está en el otro lado del teléfono es Mulder.

### Obituarios
- ApJ 87 (1938) 369
- JRASC 32 (1938) 192
- MNRAS 99 (1939) 322
- PASP 50 (1938) 156